# エジプトへの逃避 (クロード・ロラン)
『エジプトへの逃避』（エジプトへのとうひ、仏: La Fuite en Égypte, 英: The Flight into Egypt）は、フランスのバロックの画家クロード・ロランが1635年ごろに制作した絵画である。油彩。主題は『新約聖書』「マタイによる福音書」で語られている聖家族のエジプトへの逃避から取られている。クロード・ロラン現在はインディアナ州のインディアナポリス美術館に所蔵されている。

## 主題
聖家族のエジプトへの逃避は「マタイによる福音書」2章13節から23節で言及されている。それによると、東方の三博士が幼児のイエス・キリストを礼拝して帰ったのち、聖ヨセフの夢に主の御使いが現れた。そしてヘロデ大王がベツレヘムに生まれたユダヤ人の王となる子供を恐れて国内の新生児を虐殺することを予言し、この災厄から逃れるため、幼児キリストを連れてエジプトに行き、知らせがあるまでそこに留まっているよう告げた。そこでヨセフは夜の間に幼児と聖母マリアを連れてエジプトに逃亡し、ヘロデ大王が死ぬまでその地に留まった。ヘロデ大王が死ぬと再びヨセフの夢の中に使いが現れて、イスラエルに帰るよう告げたので、ヨセフは帰国し、ナザレの地に移り住んだ。

## 作品
クロード・ロランによるこの初期の絵画は幼児虐殺から逃亡する聖ヨセフ、聖母マリア、幼児キリストを描いている。将来の役割を予感させるため、幼児キリストはロバの手綱を握っている。クロード・ロランは苛烈な虐殺から逃亡する3人を穏やかな風景の中に描いた。このような風景は、ローマの田園地帯を羊飼いの素朴なグループとリアルに描写したそびえ立つ木々を組み合わせることでクロード・ロランを有名にした。画家はカンパーニャ地方の金色の太陽の光と大気の効果を捉えることを可能にするスケッチを作成するため、マラリアの危険を冒して後者の描写を完成させた。主題は聖家族であるかもしれないが、実際に焦点を当てているのは物語ではなく光である。クロード・ロランの理想的なアルカディアの風景は、宗教的なテーマは二次的であり、光と大気を研究したものである。
クロード・ロランは特に初期の作品で「エジプトへの逃避」を繰り返し描いた。彼は風景画以外の作品を描いたことはないが、このジャンルを新たな高みに引き上げるほどの技量で風景を制作した。彼の自然に対する詩的なビジョンは、宗教画や歴史画と同様に、風景画をそれ自体独立したジャンルとして確立するのに役立った17世紀の裕福な後援者によって非常に高く評価された。

## 来歴
絵画は18世紀にパリのヴァンサン・ドンジュー（Vincent Donjeux）が所有していたことが知られている。所有者は1773年に第2代パーマストン子爵ヘンリー・テンプルに売却した。絵画は1世紀以上の間、パーマストン子爵家で相続されていたが、1889年に初代アイヴァー伯爵エドワード・セシル・ギネスに売却された。初代アイヴァー伯爵の死後、絵画は息子のアーネスト・ギネスに相続されたが、彼が1949年に死去すると、遺産相続人によって1953年に売却された。当初の予定では絵画はクリスティーズで競売にかけられるはずであったが、おそらく競売前に美術商のノードラー商会、アグニューズ、ルドルフ・J・ハイネマンに売却された。これを1959年に購入したのはインディアナポリスの美術収集家ジョージ・ヘンリー・アレクサンダー・クロウズの未亡人イーディス・ホワイトヒル・ヒンケル・クロウズ（Edith Whitehill Hinkel Clowes）であった。これ以降、絵画はクロウズ基金コレクション（Clowes Fund Collection）が所有していたが、1971 年からインディアナポリス美術館に長期貸与し、2003年に同美術館に寄贈された。

## ギャラリー
クロード・ロランの同主題の作例

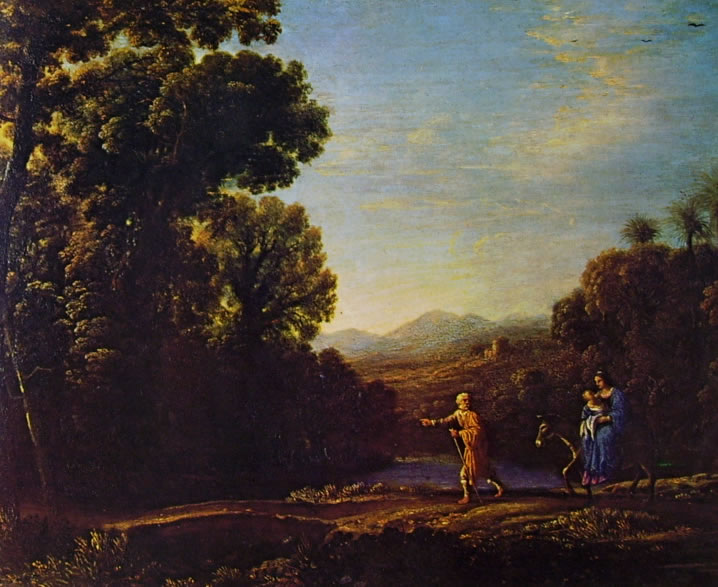
『エジプトへの逃避のある風景』1631年 ビーヴァー城（英語版）所蔵
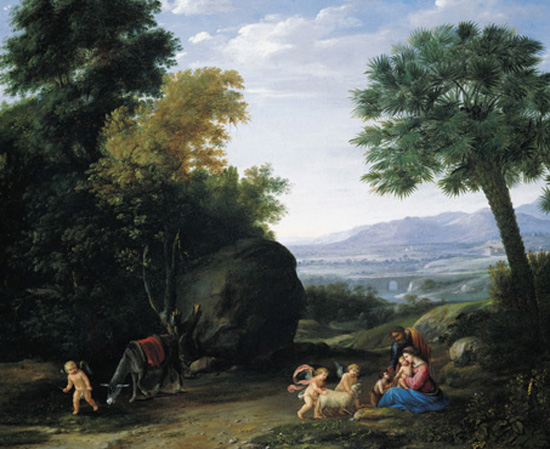
『エジプトへの逃避途上の休息』1634年 ジョスリン美術館所蔵
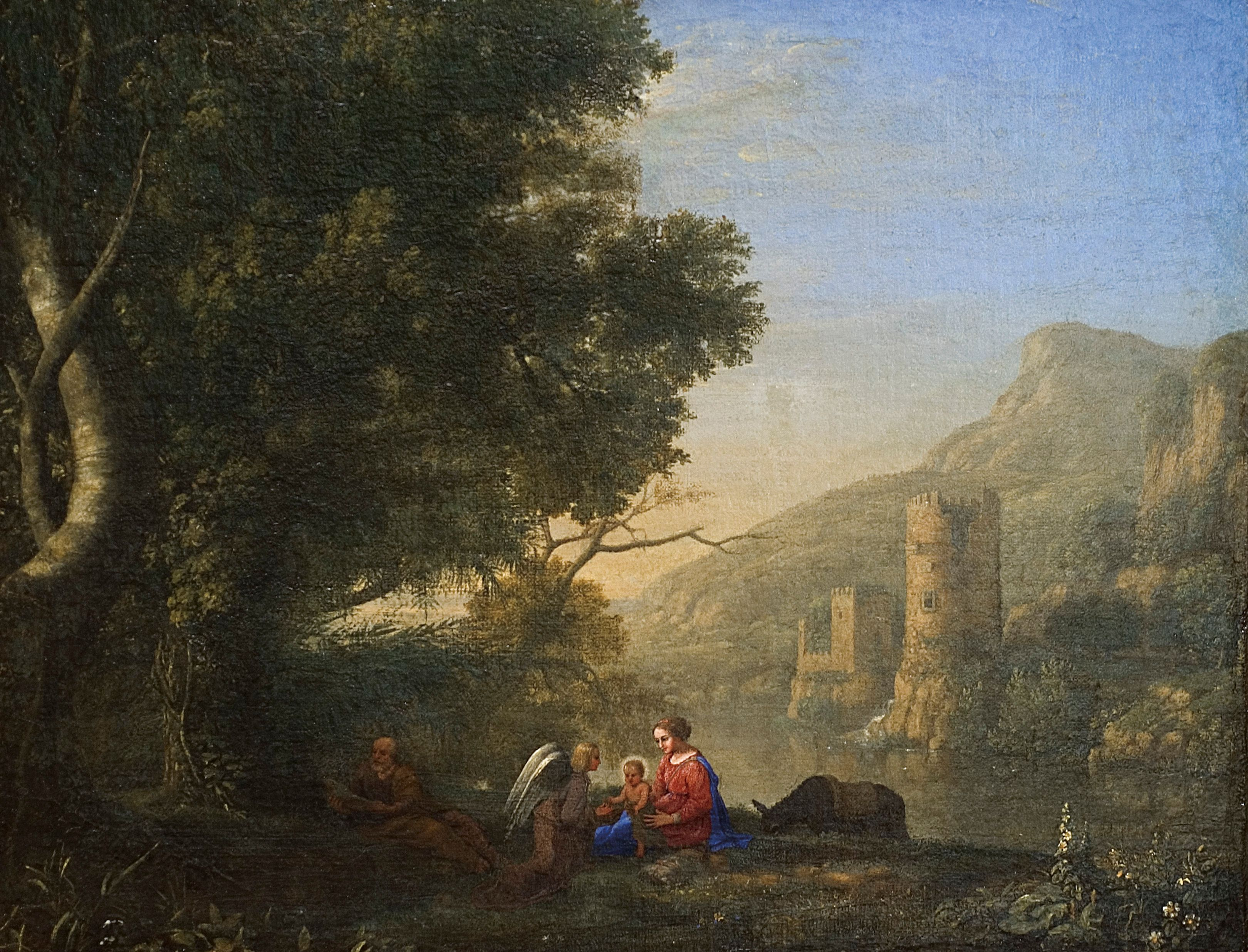
『エジプトへの逃避途上の休息のある風景』1639年 ラクリン・マーフィー美術館（英語版）所蔵
『エジプトへの逃避途上の休息』1640年代初期 クリーブランド美術館所蔵[6]
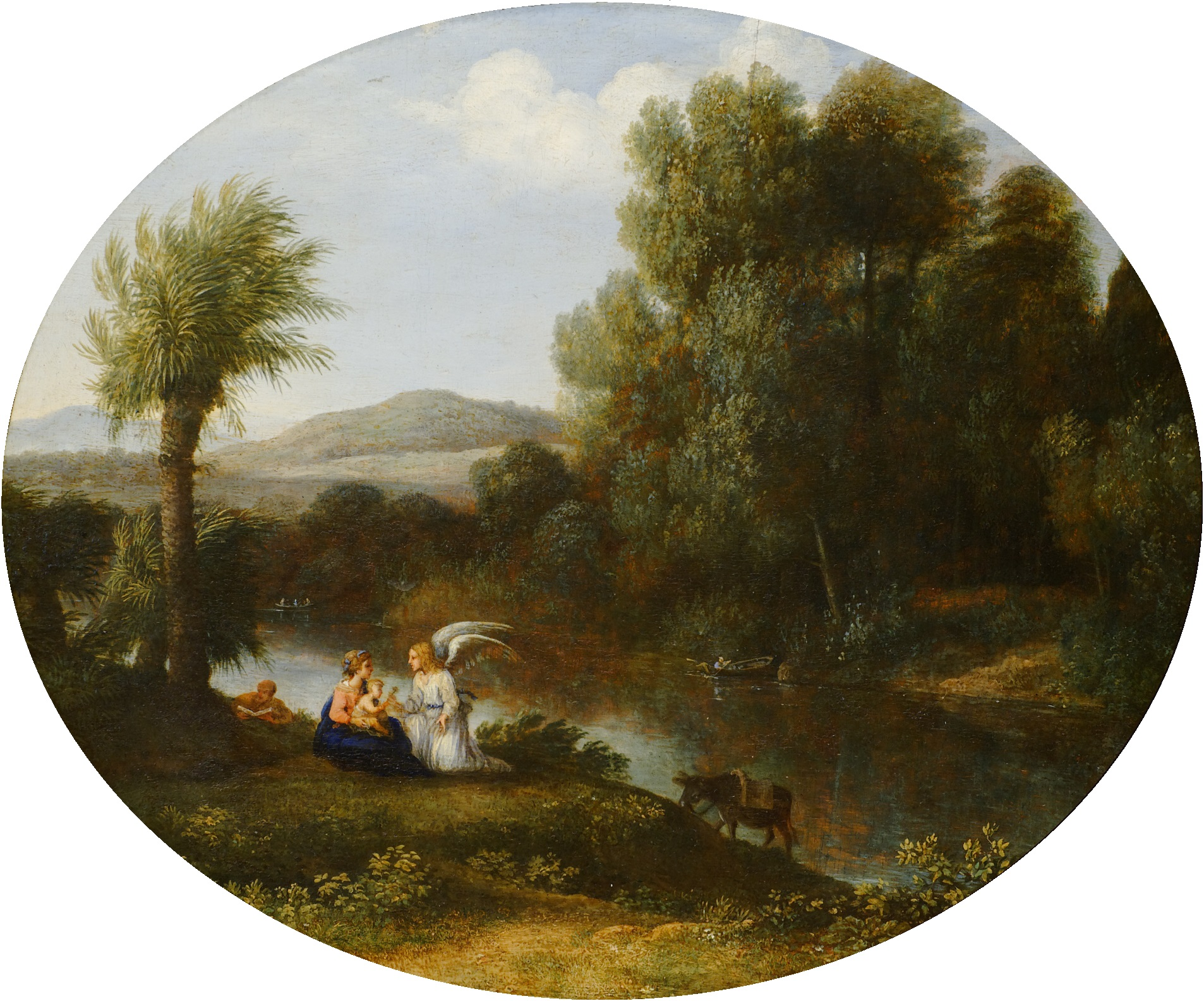
『エジプトへの逃避途上の休息』1646年 クラーク・アート・インスティテュート（英語版）所蔵
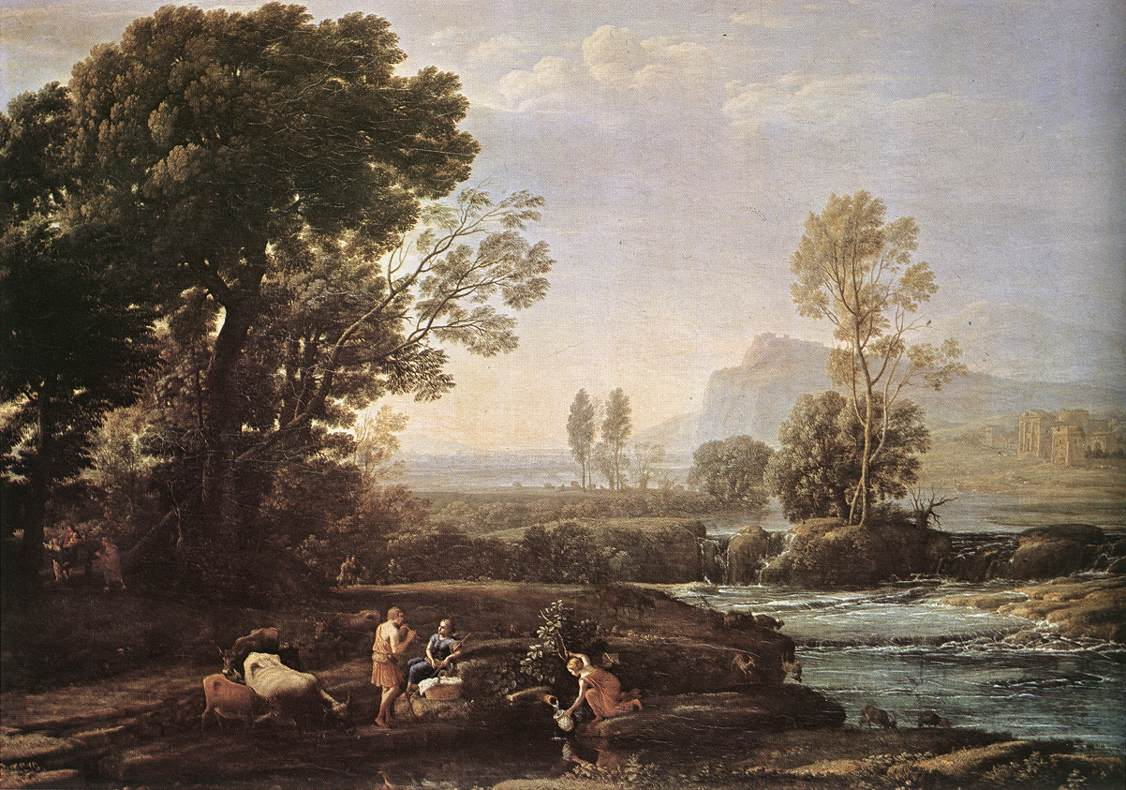
『エジプトへの逃避途上の休息のある風景』1647年 アルテ・マイスター絵画館所蔵
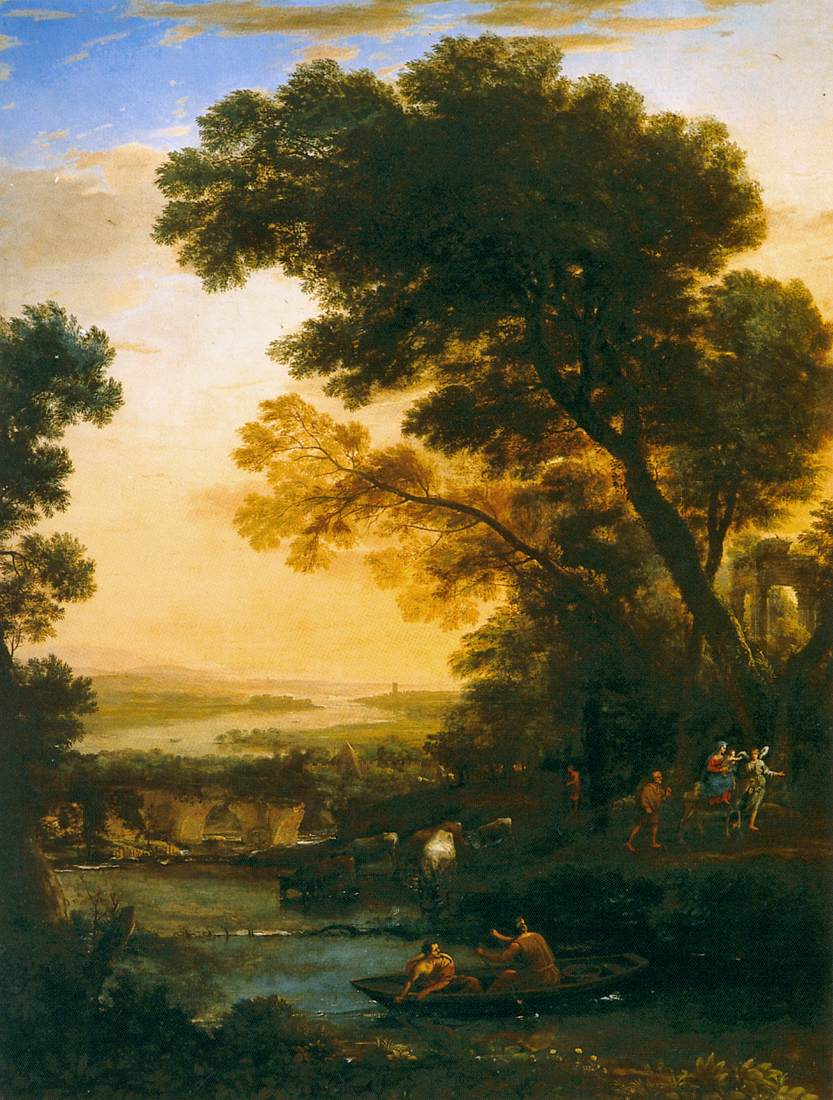
『エジプトへの逃避途上の休息のある田園の風景』1663年 ティッセン＝ボルネミッサ美術館所蔵
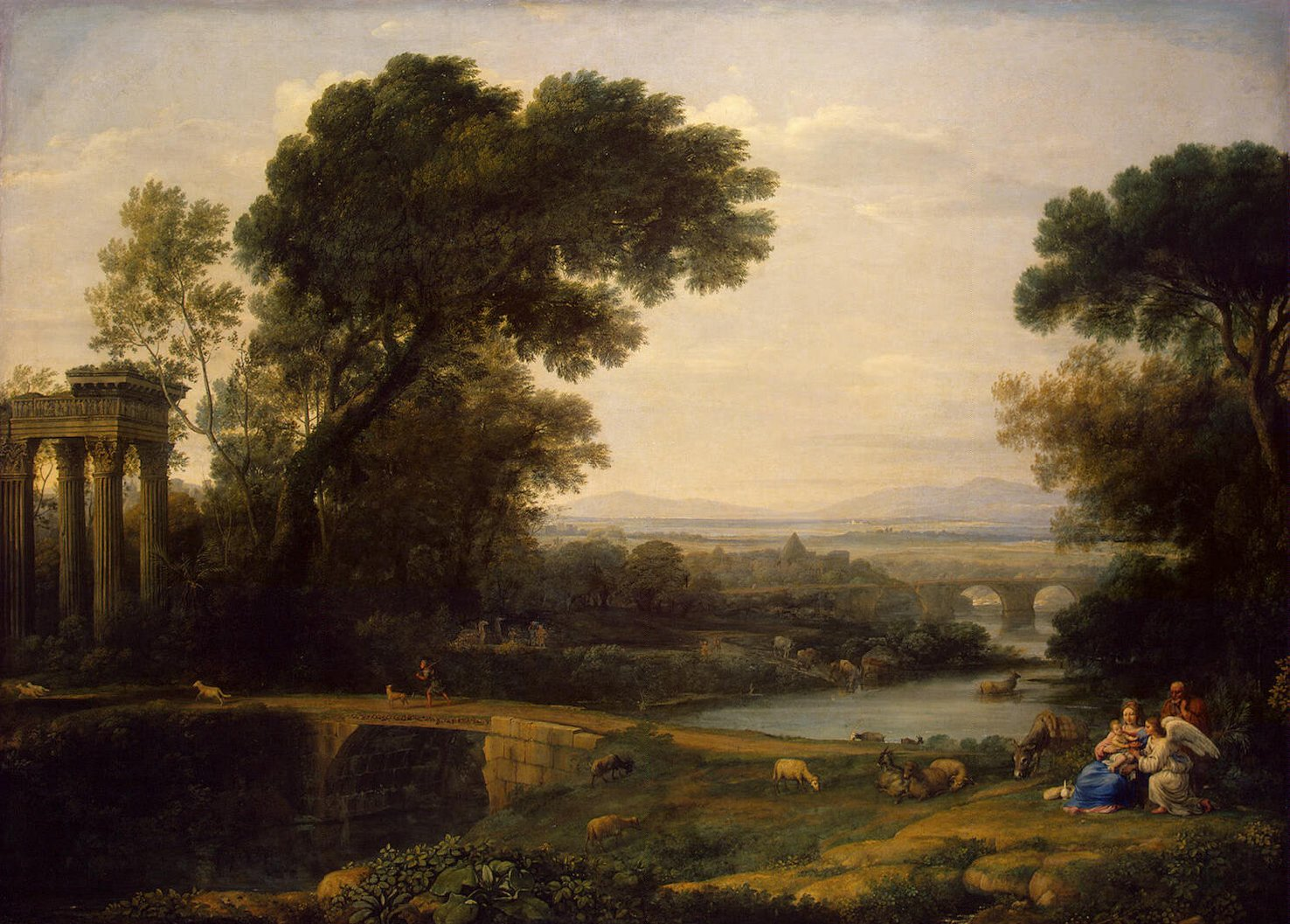
『エジプトへの逃避途上の休息のある風景』1666年 エルミタージュ美術館所蔵